# Mattias Legnér
Jan Erik Mattias Legnér, född 23 maj 1973, är en svensk historiker och professor i kulturvård vid Uppsala universitet. placerad vid Campus Gotland. 

## Biografi
Legnér disputerade i historia vid Stockholms universitet år 2004 på en avhandling där han belyste den politiska och intellektuella utvecklingen i det svenska riket från stormaktstid till gustaviansk tid och hur detta i så fall återspeglades i ortsbeskrivningar tryckta i Sverige och Finland mellan år 1700 och år 1800. Efter att ha arbetat som lärare i historia vid Högskolan på Gotland blev Legnér forskarassistent vid Linköpings universitet. Där forskade han om planering och återanvändning av urbana industrimiljöer i Sverige och USA. I fokus stod Industrilandskapet och Baltimore i Maryland. Efter en vistelse som senior research fellow vid Johns Hopkins University tillträdde han 2008 ett lektorat i kulturvård vid Högskolan på Gotland, och fortsatte då sin forskning om hur belastade miljöer i städer gradvis har blivit kulturarv. Hösten 2010 var han stipendiatlärare vid Oberlin College i Ohio.    
År 2011 utsågs Legnér till docent i historia. År 2013 blev han professor i kulturvård vid Högskolan på Gotland. Hans forskning som finansierats av bland andra Energimyndigheten och Vetenskapsrådet, rörde bland annat frågor om inomhusklimat och teknik för komfort har påverkat förvaltningen av det byggda kulturarvet under 1800- och 1900-talen. År 2015 resulterade VR-projektet i boken Kulturarvet och komforten: Inomhusklimatet och förvaltningen av kulturhistoriska byggnader och samlingar 1850-1985 som han skrev tillsammans med arkitekturhistorikern Mia Geijer. 
Legnér har sedan 2011 varit projektledare för tre större projekt inom forskningsprogrammet Spara och bevara. Det handlar om hur styrmedel för energieffektivisering på en lokal nivå samspelar med och kan hamna i konflikt med bevarandet av kulturhistoriskt värdefull bebyggelse, och syftar till att ge förslag på hur dessa konflikter kan minskas.
År 2022 publicerade han monografin Värden att värna. Kulturminnesvård som statsintresse i Norden vid tiden för andra världskriget som undersökte hur kulturarv förklarades ha försvarspsykologisk betydelse för de nordiska länderna. 

## Ledamotskap
- 2014: Kungl. Humanistiska Vetenskapssamfundet[2]
- 2025: Ledamot i Riksantikvarieämbetets insynsråd[3]
- 2025: Ledamot i advisory board, Centre for Critical Heritage Studies, Göteborgs universitet[4]